# Isabelle Larmuseau
Isabelle Larmuseau (Gent, 31 mei 1968) is een Belgisch milieuadvocaat. In 1997 richtte zij het omgevingsadvocatenkantoor LDR op, waarvan zij meer dan vijfentwintig jaar deel heeft uitgemaakt. Larmuseau is oprichter en voorzitter van de Vlaamse Vereniging voor Omgevingsrecht en hoofdredacteur van het Tijdschrift voor Omgevingsrecht en Omgevingsbeleid. 
Sinds 2015 is zij gastprofessor omgevingsrecht aan de KU Leuven.
Naar aanleiding van het PFOS-schandaal werd zij op 27 augustus 2021 als expert gehoord door de Parlementaire Onderzoekscommissie PFAS-PFOS. Op 1 april 2023 ging zij onder eigen naam van start als advocaat in omgevingsrecht met focus op chemische verontreiniging. 